# Українська академія банківської справи Національного банку України
Українська академія банківської справи — державний вищий навчальний заклад IV рівня акредитації, розташований у місті Суми, що входить до складу Сумського державного університету. До 2015 року підпорядковувався Національному банку України.

## Логотип академії

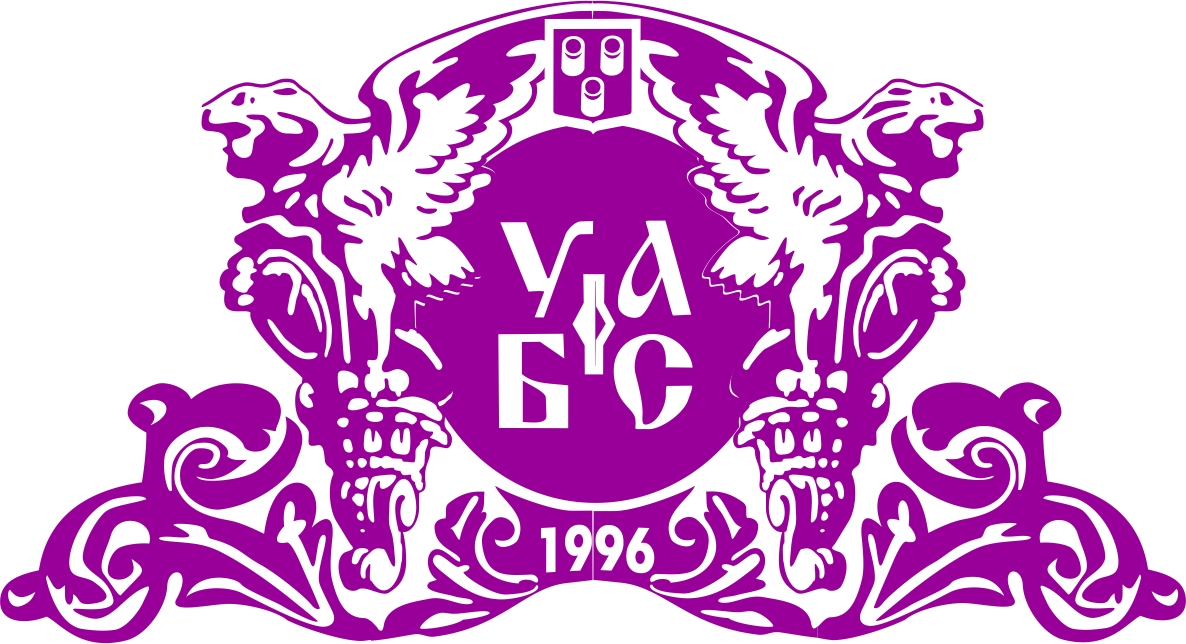
Логотип Української академії банківської справи

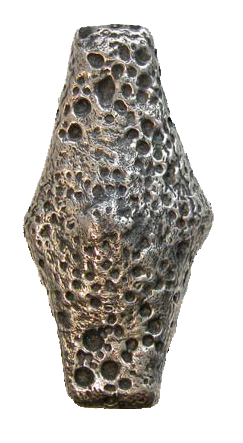
Стародавня срібна гривня часів Київської Русі

На логотипі академії в центрі зображена гривня (великий срібний злиток або брусок, який служив грошовою одиницею в Стародавній Київській Русі та Східній Європі). Гривню оточують 4 букви «УАБС» — це українська абревіатура «Українська академія банківської справи». Зверху розташований герб м. Суми у вигляді трьох сумок. Внизу рік заснування академії — 1996. По обидві сторони зображені грифони — міфічні крилаті істоти з тулубом лева, покликані шукати, знаходити і оберігати скарби. На логотипі Національного банку України також зображена гривня в оточенні грифонів. Таким чином, академія є символічним скарбом міста Суми і знаходиться під опікою Національного банку України.

## Розвиток та становлення академії
12 лютого 1996 року Постановою Кабінету Міністрів України створена Українська академія банківської справи, з розташуванням в місті Суми.
Першим ректором УАБС був призначений Єпіфанов Анатолій Олександрович. Він працював на посаді до 2012 року.
Завдяки підтримки Національного банку України та Правління НБУ, в академії створено сучасну матеріально-технічну базу європейського зразка для навчання студентів: 3 навчальні корпуси загальною площею 35 000 кв.м. — це два повністю реконструйованих історичні приміщення (юридичний факультет, факультет банківських технологій) та новозбудований головний корпус (обліково-фінансовий факультет), які були відзначені Державною премією України в галузі архітектури 2005 року.
У 2009 році відкрито «Наукову бібліотеку УАБС НБУ», одну з найбільших і найкраще оснащених із профільних закладів у СНД. Бібліотека академії — це багатофункціональний освітній, інформаційний, науковий і соціокультурний центр. Площа бібліотеки становить 8030 кв.м. Фонд бібліотеки — 145 тис. примірників. Бібліотека має 200 посадкових місць та 140 автоматизованих робочих місць. На базі бібліотеки функціонують Польсько-Український центр та Інформаційний центр Європейського Союзу. Щороку бібліотеку відвідують 8 тис. читачів.
В академії функціонує власна медико-санітарна частина, функціонують фізіотерапевтичний, масажний, маніпуляційний кабінети, а також кабінет функціональної діагностики та УЗД, лікувальний басейн, сучасна лабораторія.
В академії створена спортивна база: побудований сучасний оздоровчо-спортивний комплекс, до складу якого входять «Універсальний легкоатлетичний манеж» загальною площею — 11586 м.кв. (який згідно з постановою Кабінету міністрів України отримав статус Центру олімпійської підготовки) і гуртожиток-готель «Олімпійський». До послуг студентів 11 спортивних і тренажерних залів, сучасний плавальний басейн, тенісний корт, спеціалізовані спортивні майданчики.
Студенти з інших населених пунктів забезпечуються трьома гуртожитками. Усередині корпусів академії та гуртожитків діє інтранет (локальна мережа). У кожному навчальному корпусі та гуртожитках працюють їдальні та буфети, та спортивні зали. Для відпочинку студентів створено «Студентський сквер».
Академія має свій видавничий центр, що забезпечує замкнутий цикл виготовлення книжкової продукції для навчальної, наукової та виховної роботи.

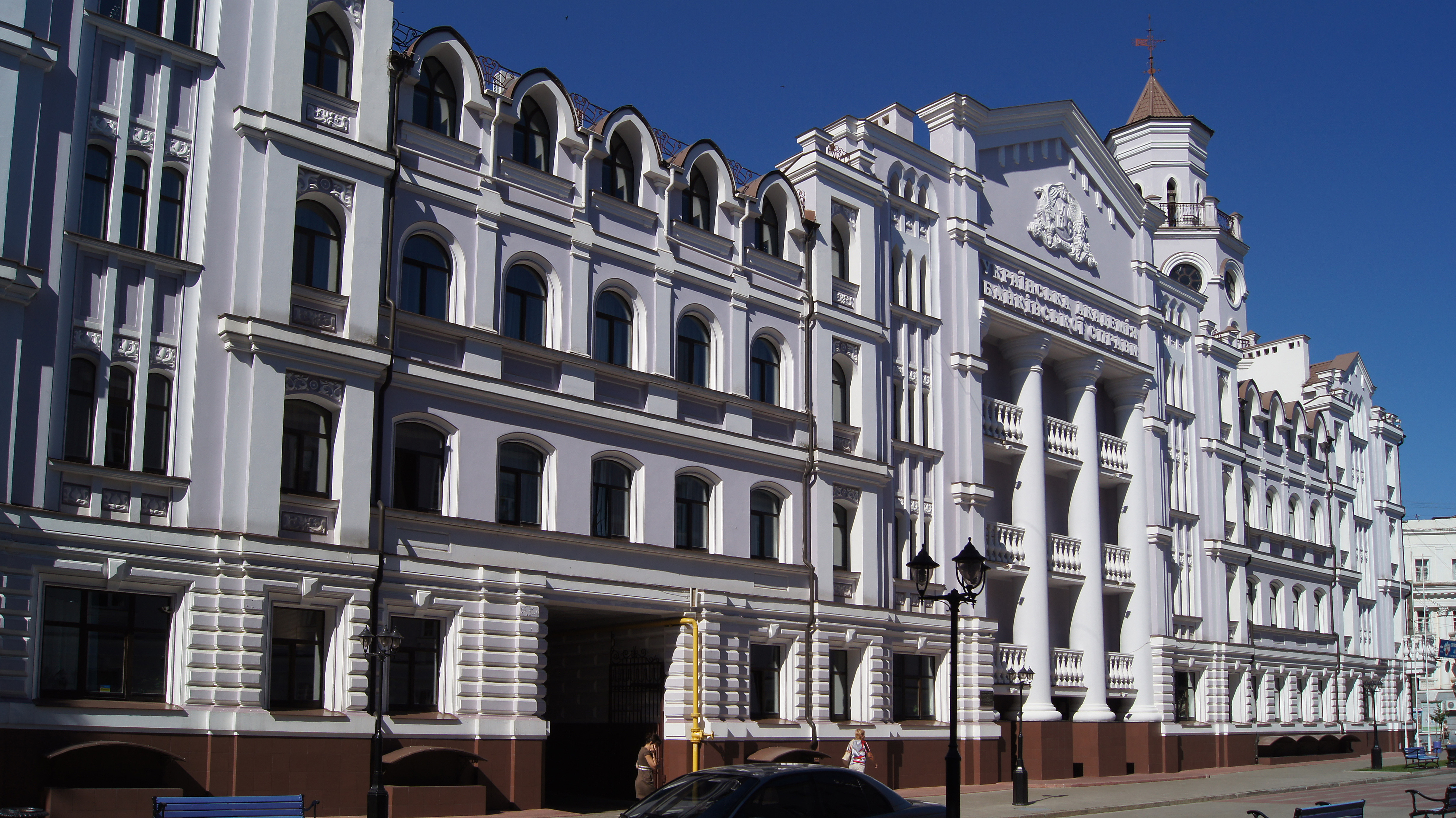
Корпус обліково-фінансового факультету УАБС НБУ

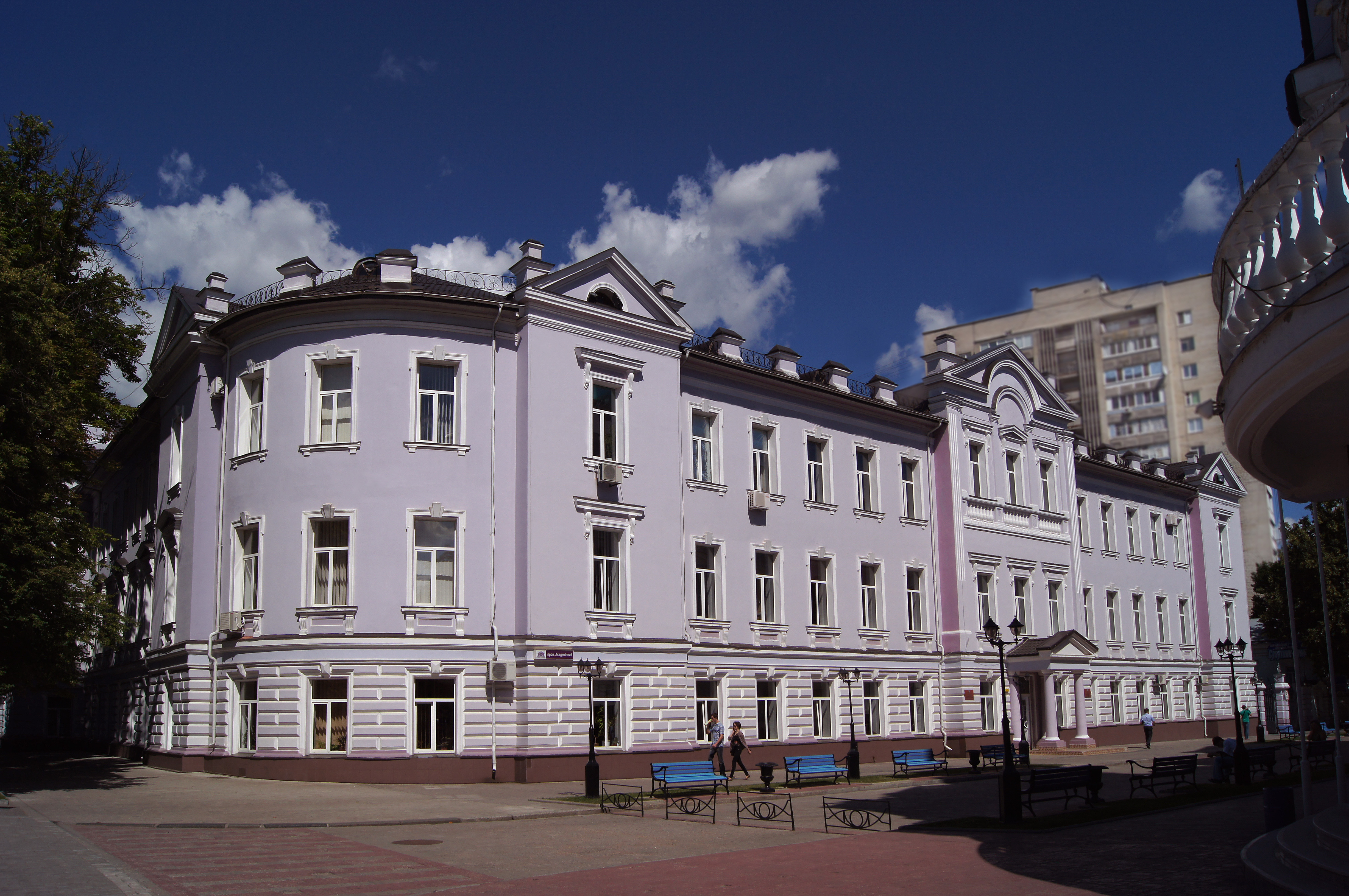
Корпус факультету банківських технологій УАБС НБУ

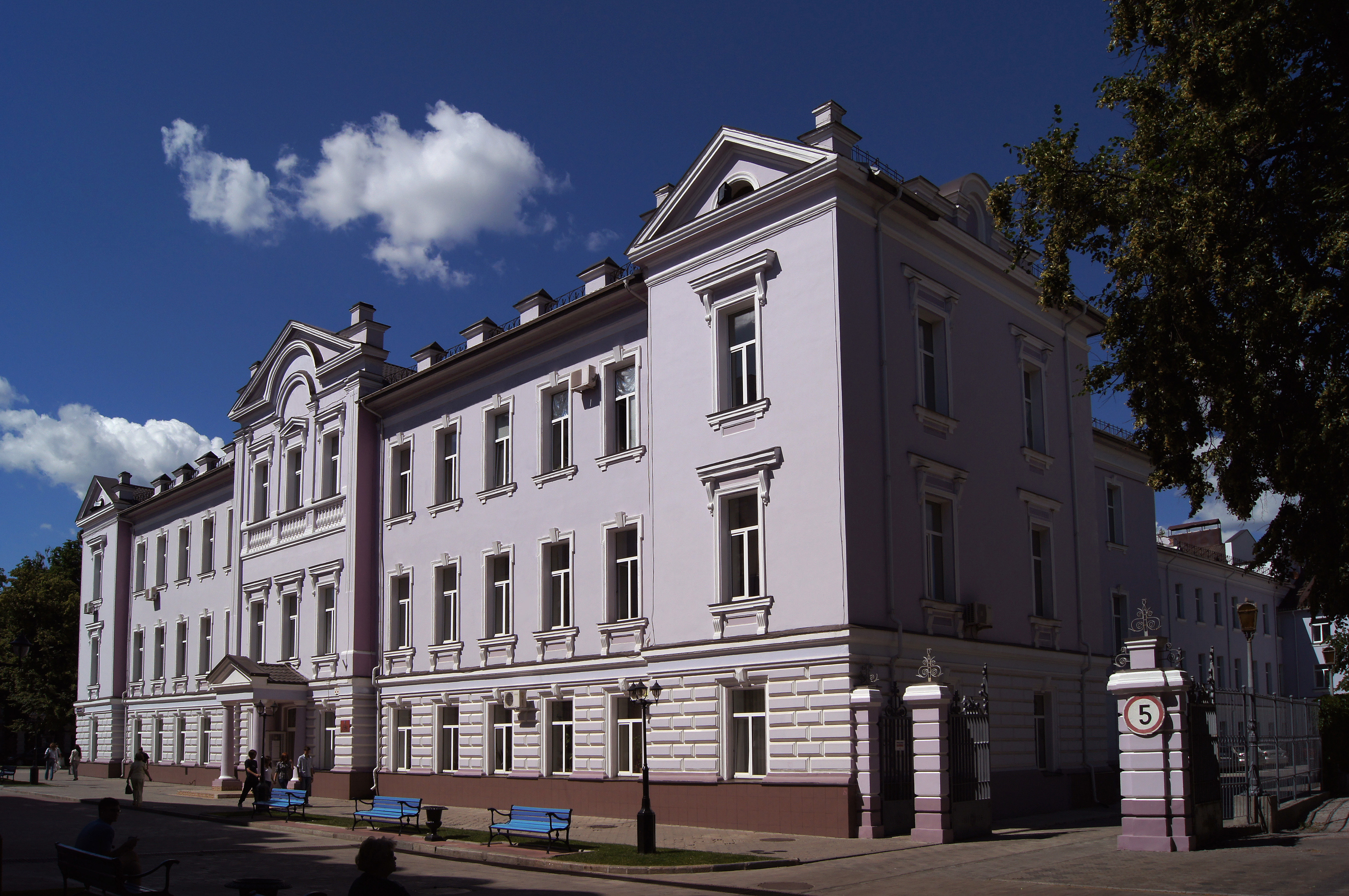
Корпус факультету банківських технологій УАБС НБУ

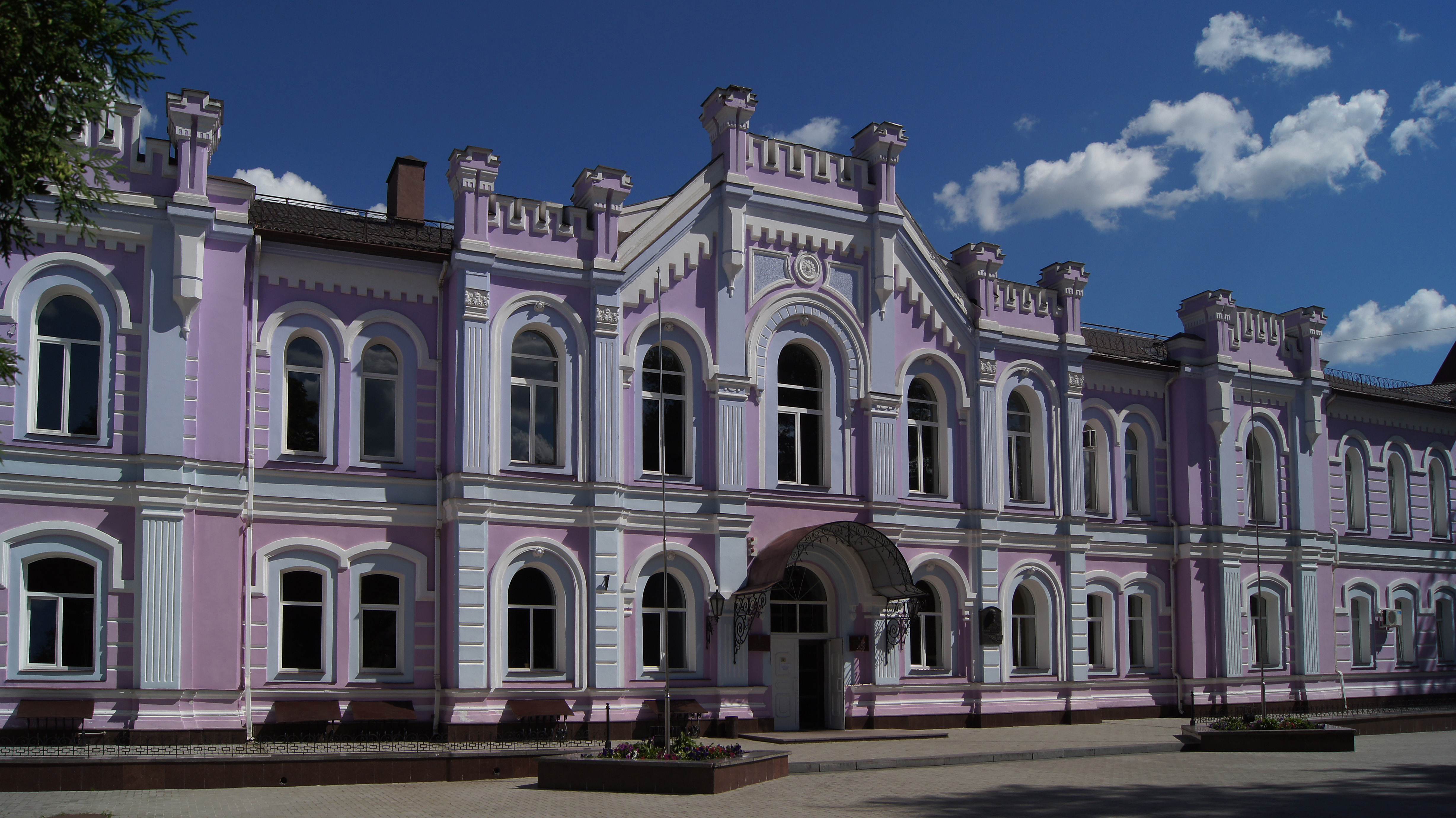
Корпус юридичного факультету УАБС НБУ

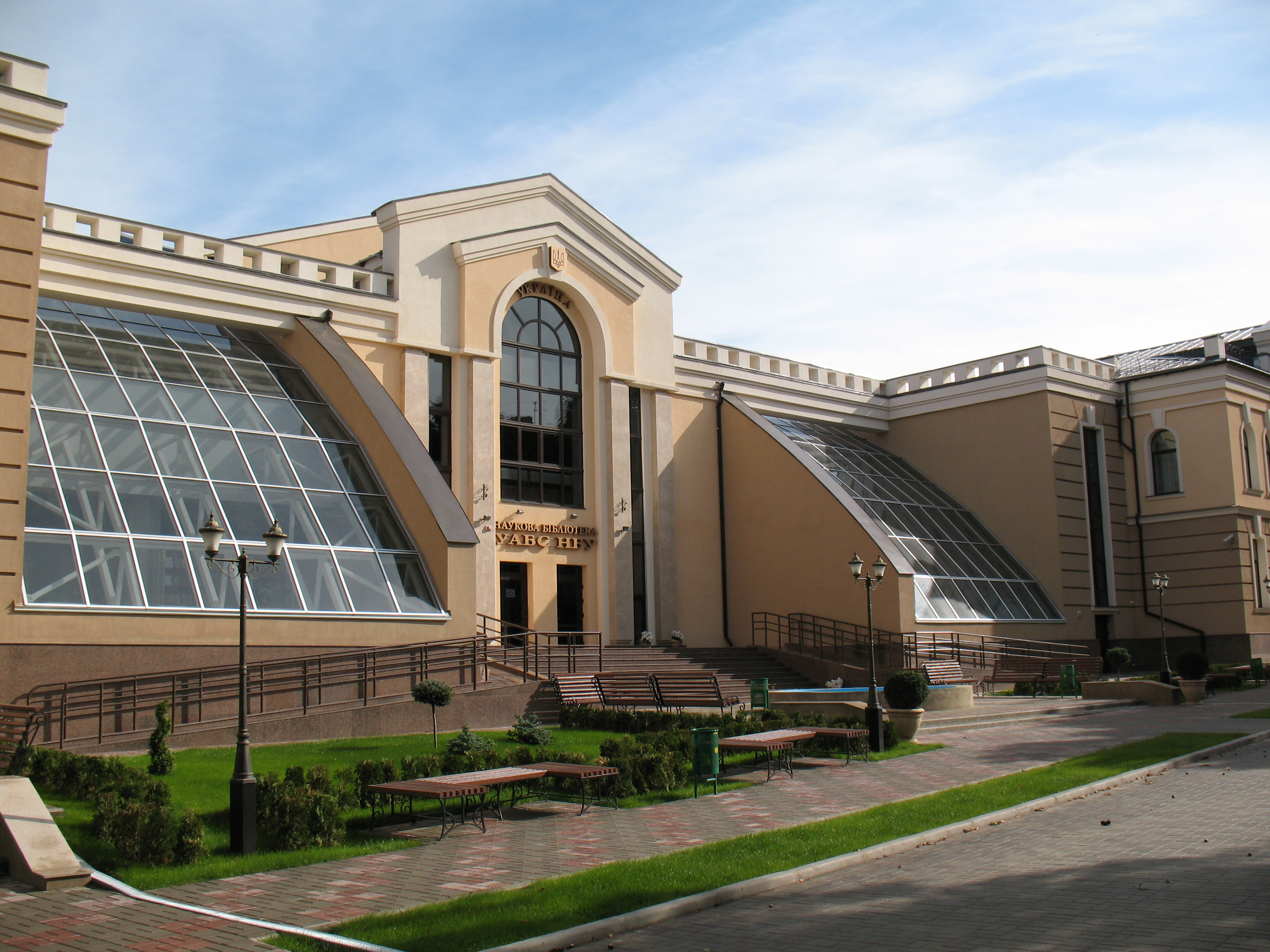
Корпус наукової бібліотеки УАБС НБУ

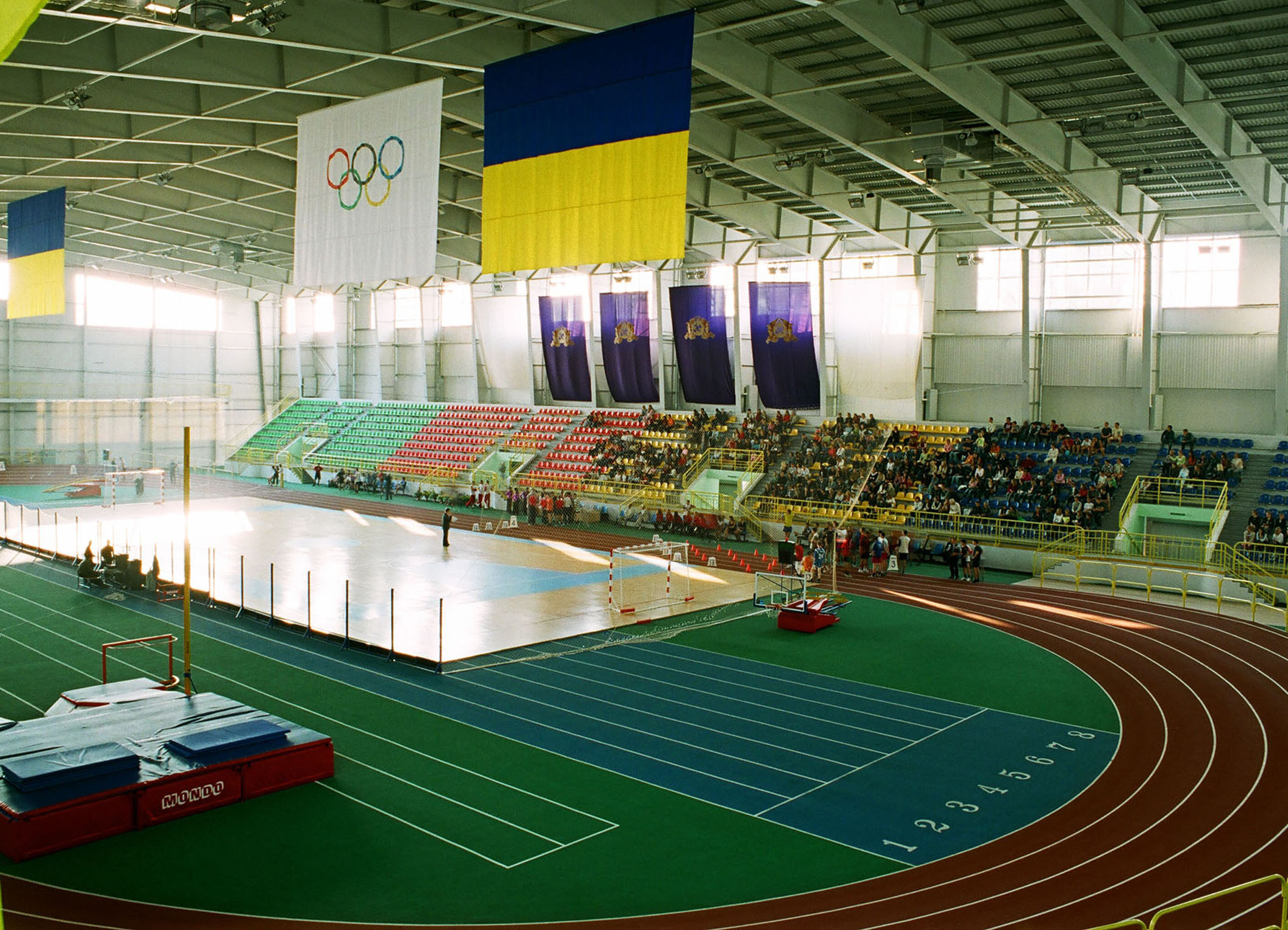
Оздоровчо-спортивний комплекс (Манеж) УАБС НБУ

## Здобутки та нагороди академії
За рейтингом Академії наук вищої школи України «Софія Київська» УАБС НБУ стабільно посідає місця в десятці найкращих вищих економічних вузів держави. За результатами рейтингу вищих навчальних закладів «Топ-200 Україна» [Архівовано 19 березня 2014 у Wayback Machine.] академія включена до списку з 200 найкращих вузів України [Архівовано 9 липня 2016 у WebCite], про що свідчать її нагороди:
- 2000 рік — академія увійшла до складу 10 найкращих економічних вищих закладів освіти України та отримала диплом лауреата рейтингу популярності та якості «Рейтинг вищих закладів освіти України — 2000»;
- 2001 рік — академія отримала диплом лауреата Міжнародного Академічного рейтингу популярності та якості «Золота Фортуна»;
- 2002 рік — академія нагороджена срібною медаллю та дипломом «За вагомий внесок у розвиток національної системи освіти» на Міжнародній виставці навчальних закладів «Сучасна освіта України — 2002»;
- 2003 рік — академія нагороджена золотою медаллю Комітету з фізичного виховання та спорту Міністерства освіти і науки України «За значну роботу з розвитку фізкультури і спорту»;
- 2004 рік — академія нагороджена бронзовою медаллю та дипломом «За вагомий внесок у модернізацію національної системи освіти» у номінації «Інноваційні педагогічні методи в навчальному процесі» на VII Міжнародній виставці навчальних закладів «Сучасна освіта в Україні — 2004»;
- 2005 рік — академія нагороджена бронзовою статуеткою як один із найкращих ВНЗ держави;
- 2006 рік — академія зайняла І місце і нагороджена Кубком, дипломом та цінним подарунком Спортивної студентської спілки України та Почесною грамотою Комітету з фізичного виховання та спорту Міністерства освіти і науки України за підсумками Всеукраїнського огляду-конкурсу на найкращий стан фізичного виховання та спорту у вищих навчальних закладах України УАБС НБУ;
- 2007 рік — академія отримала від Президента України Перехідний Президентський кубок для нагородження найкращих спортсменів ВНЗ;
- 2008 рік — академія визнана переможцем Всеукраїнського конкурсу «100 найкращих товарів України» в номінації «Надання освітніх послуг» і отримала нагороди серед 115 найкращих підприємств, фірм, організацій та вищих навчальних закладів України;
- 2010 рік — академія отримала статуетку та диплом за перемогу у Всеукраїнському конкурсі «НСМЕП — 10 кроків до успіху» в номінації "Спеціальна нагорода Національного банку України за внесок у впровадження проєкту «Електронний студентський квиток»;
- 2011 рік — академію визнано переможцем І Всеукраїнського конкурсу «Найкращий вищий навчальний заклад з підготовки фахівців банківсько-фінансової сфери — 2011» у номінації «Найкращий вищий навчальний заклад за якістю перепідготовки фахівців для банківсько-фінансової сфери в Україні»;
- 2012 рік — академія відзначена Подякою Всеукраїнського конкурсу «Найкращий вищий навчальний заклад з підготовки фахівців банківсько-фінансової сфери — 2012» у номінації «За значний внесок у справу підготовки та перепідготовки банківських працівників»;
- 2013 рік — академія здобула перемогу в номінації «Найкращий навчальний заклад з підготовки аспірантів і докторантів» III Всеукраїнського конкурсу «Найкращий вищий навчальний заклад з підготовки фахівців банківсько-фінансової сфери-2013» за версією міжнародного спеціалізованого журналу «Банкиръ»;
- 2014 рік — академія нагороджена срібною медаллю та дипломом у номінації «Діяльність навчальних закладів з розвитку міжнародної співпраці», дипломом «За презентацію досягнень в інноваційній модернізації національної освіти» на П'ятій Міжнародній виставці «Сучасні заклади освіти — 2014» [Архівовано 31 березня 2014 у Wayback Machine.].

## Факультети, кафедри та структурні підрозділи
У структурі академії — три факультети:
- факультет банківських технологій — готує фахівців за спеціальностями: «Банківська справа», «Міжнародна економіка», «Економічна кібернетика».
- обліково-фінансовий факультет — готує фахівців за спеціальностями: «Облік і аудит», «Фінанси і кредит» та «Управління фінансово-економічною безпекою».
- юридичний факультет — готує фахівців за напрямом «Правознавство» (зі спеціалізаціями банківського та господарського спрямування).

Кожен факультет готує фахівців за ступеневою системою освіти: бакалаврів, спеціалістів, магістрів.
Підготовка фахівців здійснюється 14 кафедрами: банківської справи, фінансів, бухгалтерського обліку та аудиту, менеджменту, теоретичної та прикладної економіки, економічної кібернетики, вищої математики та інформатики, міжнародної економіки, державно-правових дисциплін, цивільно-правових дисциплін та банківського права, кримінально-правових дисциплін, соціально-гуманітарних дисциплін, іноземних мов, фізвиховання.

## Студентство
В академії функціонує науковий сектор ініціативної молоді, на кафедрах академії загалом діють 29 наукових гуртків, щорічно проводиться Всеукраїнська науково-практична конференція студентів «Проблеми і перспективи розвитку фінансової системи України: погляд у майбутнє». Студенти виборюють призові місця на Всеукраїнських олімпіадах та наукових конференціях; отримують іменні стипендії Національного банку України, Кабінету міністрів України, Сумської обласної державної адміністрації.
В академії функціонують студентські клуби за інтересами, юні журналісти залучаються до випуску студентської газети «АкадеМіх» та до роботи студентської телестудії «Zachёt TV», поети спілкуються у літературному клубі «Хвилями слова». Діє також клуб волонтерів, театральна студія «Кураж», дискусійний клуб «Думка», студентська команда КВК «Картуш» та інші творчі об'єднання.
Створені органи студентського самоврядування та профспілкова організація студентів.
При Академії функціонують: професійний легкоатлетичний манеж, 11 спортивних і тренажерних залів, сучасний плавальний басейн, тенісний корт, спортивні майданчики, спортивний клуб імені Володимира Голубничого, жіночий футзальний клуб «УАБС НБУ», 20 спортивних секцій. Систематично академія організовує змагання за «Кубок ректора УАБС НБУ» за різними видами спорту: футзал, баскетбол, волейбол, гандбол, настільний теніс, народний жим штанги, плавання та інші. Серед студентів академії є чемпіони і призери Світу, Європи та України, чемпіони всесвітніх універсіад, переможців інших престижних змагань, зокрема:
Поліна Родіонова — лучниця, Віта Семеренко — біатлоністка, Євген Гуцол — легкоатлет.

## Наукова діяльність
Науково-дослідна роботи академії визначається пріоритетними напрямками наукових досліджень Національного банку України. На сьогодні це — забезпечення суспільної підтримки діяльності Національного банку України; визначення системних ризиків та їх вплив на фінансовий сектор України; макропруденційне регулювання та нагляд; удосконалення грошового обігу та розвиток платіжних систем, створених Національним банком України.
Академія видає фахові видання з економіки та філософії затверджені ВАК України:
- Науково-практичний журнал «Вісник Української академії банківської справи» (двічі на рік);
- Науково-практичний журнал «Правовий вісник Української академії банківської справи» (двічі на рік);
- Збірник наукових праць «Проблеми і перспективи розвитку банківської системи України» (двічі на рік);
- Збірник наукових праць «Світогляд — філософія — релігія» (двічі на рік).

Щорічно в академії проводяться науково-практичні конференції:
- Міжнародна науково-практична конференція «Міжнародна банківська конкуренція: теорія і практика»
- Всеукраїнська науково-практична конференція «Проблеми і перспективи розвитку банківської системи України»
- Всеукраїнська науково-практична конференція студентів «Проблеми і перспективи розвитку фінансової системи України: погляд у майбутнє»
- Міжвузівська конференція «Сучасна картина світу: інтеграція наукового та позанаукового знання»
- Міжнародна науково-практична конференція студентів, аспірантів і молодих вчених «Права людини в умовах сучасного державотворення: теоретичні і практичні аспекти»
- Міжнародна наукова конференція «Нові виміри духовності на початку XXI століття»
- Міжнародна науково-практична конференція «Актуальні проблеми правового регулювання фінансово-кредитних відносин»

В академії діє аспірантура та докторантура, яка здійснює підготовку висококваліфікованих науково-педагогічних та наукових кадрів — кандидатів наук, докторів наук зі спеціальності 08.00.08 — Гроші, фінанси і кредит.
В академії функціонує спеціалізована вчена рада Д 55.081.01 з правом прийняття до розгляду та проведення захисту дисертацій на здобуття наукового ступеня доктора (кандидата) економічних наук за спеціальністю 08.00.08 «Гроші, фінанси і кредит». Голова ради — Костюк О. М., д.е.н., професор кафедри міжнародної економіки; учений секретар — Савченко Т. Г., д.е.н., доцент кафедри бухгалтерського обліку і аудиту. За часи роботи спеціалізованої вченої раді в академії захистили дисертації понад 160 здобувачів.
З 2011 року в академії функціоную науково-методологічний семінар молодих науковців «Застосування математичних методів у дослідженні економічних проблем». Керівник — д.е.н., професор Козьменко О. В. Мета семінару — забезпечення ефективного застосування математичного інструментарію при здійсненні економічних досліджень, у першу чергу, підвищення ефективності використання економіко-математичних методів у дисертаційних дослідженнях.
У рамках діяльності студентського самоврядування в академії функціонує науковий сектор ініціативної молоді, метою діяльності якого є сприяння розвитку та реалізації наукових інтересів студентів, їх творчих здібностей, активізація навчально-пізнавальної діяльності.
Двічі на рік виходить електронне наукове видання «Молодіжний науковий вісник Української академії банківської справи Національного банку України» у 4-х серіях: «Юридичні науки», «Економічні науки», «Соціально-гуманітарні науки», «Спеціальні випуски».
З 2012 року в академії діє «Рада молодих вчених УАБС НБУ» — молодіжна організація, що об'єднує студентів, аспірантів та молодих викладачів та науковців Академії.

## Академія у міжнародному науковому просторі
- Академія входить у «Топ-50 українських університетів».

- Чотири міжнародні економічні журнали, представлені персоналіями з професорсько-викладацького складу академії, включені до Scopus

- Міжнародна служба індексування «ASOS» (Akademia Social Sciences Index) індексує Міжнародний економічний журнал «Corporate Ownership and Control» («Корпоративна власність та контроль») видавництва «Virtus Interpress» за сприяння Міжнародного центру з корпоративного управління та банківської справи ДВНЗ «УАБС НБУ». Головний редактор — д.е.н., професор кафедри міжнародної економіки академії Олександр Костюк.

- Міжнародна наукометрична база «GIF» (Global Impact Factor) індексує міжнародні економічні журнали, що випускаються видавництвом «Virtus Interpress» за сприяння Міжнародного центру з корпоративного управління та банківської справи ДВНЗ «УАБС НБУ», головним редактором яких є доктор економічних наук, професор кафедри міжнародної економіки академії Олександр Костюк:

 «Corporate Ownership and Control» («Корпоративна власність та контроль»);
 «Corporate Board: role, duties and composition» («Рада директорів: роль, обов'язки та склад»);
«Risk Governance and Control: Financial Markets&Institutions» («Управління ризиками та контроль: фінансові ринки та інститути»);
 «Journal of Governance and Regulation» («Управління та регулювання»).
- Рейтинг наукових видань Міністерства науки і вищої освіти республіки Польща. Міжнародний економічний журнал «Problems and Perspectives in Management» («Проблеми і перспективи в менеджменті») компанії «Ділові перспективи» (головний редактор — д.е.н., професор, в.о. ректора академії Сергій Козьменко) включений до щорічного рейтингу наукових видань Міністерства науки і вищої освіти республіки Польща. Журнал має за рейтингом 6 балів із максимально можливих десяти.

- Міжнародне рейтингове агентство «Експерт РА». Академія включена до шорт-листа, що містить 195 вузів СНД, де визначено її рейтинговий клас — «Е», який свідчить про високий, прийнятний та достатній рівні підготовки випускників.

- Інституційний репозитарій академії eUABIR за даними наукометричного рейтингу Webometrics «The Ranking Web of World repositories»[6] на липень 2014 року займає 8-е місце в Україні та 443 за міжнародним рейтингом з 1897 архівів світу.

## Міжнародна діяльність
Пріоритетним напрямком роботи академії є гармонізація науково-освітнього процесу відповідно до вимог Болонської декларації. Для досягнення цієї мети академія проводить роботу щодо встановлення та розвитку партнерських відносин із закордонними навчальними закладами, фінансово-кредитними установами та організаціями. Академія співпрацює з понад 40 вищими навчальними закладами за кордоном, що спеціалізуються на економіці, фінансах, банківській справі та менеджменті, зокрема з Вищою школою Дойче Бундесбанку (м. Хахенбург, Німеччина), Вищою банківською школою в м. Познань (Польща), Ольштинською вищою школою інформатики та управління ім. проф. Тадеуша Котарбінського (Польща), Банківським інститутом м. Прага (Чехія), Школою бізнесу та економіки Університету Ліннеус (м. Векше, Швеція), Вищою школою бізнесу університету м. Хайлбронн (Німеччина), Московською банківською школою Центрального банку РФ (м. Москва, Росія), Міжнародним центром підготовки банкірів (м. Будапешт, Угорщина), Банківською академією м. Белград (Сербія), Дослідницьким центром корпоративного права та фінансових ринків Університету м. Копенгаген (Данія), Білоруським державний економічним університетом (м. Мінськ, Білорусь), Фінансовим університетом при Уряді Російської Федерації (м. Москва, Росія), Санкт-Петербурзьким державним університетом економіки та фінансів (Росія), Державним університетом «Вища школа економіки» (м. Москва, Росія) та іншими.
В академії діють міжнародні наукові центри:
«Міжнародний науковий центр банківської справи та корпоративного управління», який сформовано на кафедрі міжнародної економіки, як міжнародний науковий колектив з науково-дослідними інтересами у галузі банківської справи та корпоративного управління.
До складу центру входять 63 науковці з 26 країн світу, 7 аспірантів та найкращих студентів академії спеціальності міжнародна економіка.
За ініціативи центру реалізовані міжнародні наукові та освітні проєкти академії, зокрема:
- Оn-line конференція «Корпоративне управління в банках» (2010—2011 рр.);
- Міжнародна конференція «Managing the way out of crisis: between regulation and forecasts» на базі Вищої школи менеджменту у м. Тур, Франція (ESCEM School of Business and Management) (2011 р.);
- Конференція молодих науковців «Фінансові ринки та корпоративні структури: глобалізація під час кризи» (2011 р.);
- Міжнародна конференція «Improving financial institutions: the proper balance between regulation and governance» на базі Шведської школи економіки та бізнес-адміністрування (м. Гельсінки, Фінляндія) (2012 р.);
- Міжнародна конференція «Corporate Governance and Regulation: Outlining New Horizons for Theory and Practice» на базі Університету м. Пізи (м. Піза, Італія) (2012 р.);
- Міжнародна науково-практична конференція «Міжнародна банківська конкуренція: теорія та практика» (2012—2013 рр.);
- Міжнародна науково-практична конференція «Governance and control in banking and finance: a new paradigm for risk and performance» на базі Вищої школи бізнесу та адміністрування університету «ISTEC» (м. Париж, Франція) (2013 р.);
- Міжнародна конференція «Financial Distress: Corporate Governance and Financial Reporting Issues» на базі університету Лінк Кампус (м. Рим, Італія) (2013 р.);
- Проєкт з обміну аспірантами з Університетом Ліннеус (м. Векше, Швеція) (з 2012 р.);
- Програма подвійного диплому з Університетом Ліннеус (м. Векше, Швеція) (з 2013 р.);
- Програма подвійного диплому з Університетом Лінк Кампус (м. Рим, Італія) (з 2014 р.).

«Міжнародний центр наукових досліджень теорії і практики страхування».

## Академічні проєкти
- Галерея мистецтв «Академічна». Діє з 1998 р. В її стінах було проведено понад 100 виставок, на яких глядачі познайомилися більш, ніж з 1500 творами образотворчого та декоративного мистецтва. Сьогодні до мистецького зібрання академії входять твори живопису і графіки митців України, Ховатії, Польщі та Швейцарії. Керівник галереї — кандидат мистецтвознавства, доцент кафедри соціально-гуманітарних дисциплін Побожій С. І.
- Галерея «АкадемArt». Діє з 2013 р. «АкадемArt» є місцем проведення виставок українських і зарубіжних художників та фотохудожників, митців сучасних видів мистецтва (таких як інсталяція, ленд-арт, перфоманс, саунд, відео-арт тощо); творчих зустрічей та науково-популярних лекцій діячів мистецтва та культури; занять з учасниками Студії перфомансу академії. Куратор галереї — Миленкова Р. В., кандидат педагогічних наук, доцент кафедри іноземних мов.
- «Музей розвитку банківської справи на Сумщині та історії грошей». Діє з 2006 р. Це — особливий музейний заклад до якого Національним банком України було передано унікальну колекцію бон — паперових грошей, що вийшли з ужитку. Експозиція бон оформлена за тематико-хронологічним принципом — від появи перших грошей до сьогодення. Окрім численних історичних документів, фотоматеріалів, металевих грошей (монети, сувенірні зливки), пам'ятних медалей НБУ, — окремою групою експонатів представлено технічне та інше приладдя, яке використовувалось у банківських установах наприкінці XX ст. Експозиція музею систематично поповнюється новими історичними експонатами — фотографіями, цінними паперами, особистими речами банкірів тощо. Завідувач музею — Тихенко С. В., к.е.н., доцент, науковий співробітник науково-дослідного центру академії.
- «Музей електронної та офісної техніки». Діє з 2013 р. У музеї представлено процес розвитку обчислювальної техніки в світі та у нашій державі. В експозиції представлено зразки першої техніки, яка використовувалась в навчальному процесі — це різні моделі мікрокалькуляторів, перші обчислювальні машини, такі як «Искра 1030М», «Поиск-2», БК-0010 і інші. Окремо показані ТЗН (технічні засоби навчання) від фільмоскопу до кодоскопу. Демонструються різного виду телефони з набиранням номера та телетайп. Різного виду носії інформації — магнітні стрічки, перфокарти, перфострічки, слайди, діафільми, диски. Експозиція музею постійно поповнюється і оновлюється. Завідувач музею — Бурега В. М., викладач-методист, завідувач лабораторією кафедри економічної кібернетики.
- «Музей Суханових». Діє з 2010 р. Це — експозиційна виставка, що розташована науковій бібліотеці академії. Вона демонструє матеріали, пов'язані з життям і благодійницькою діяльністю відомих підприємців і меценатів Суханових, які зробили вагомий вклад у розвиток м. Суми у другій половині 19-го — на початку 20-го століть.
- Проєкт «Банки Сумщини». Діє з 2011 р. Це — науково-дослідна робота з дослідження та систематизації інформації щодо діяльності банківських установ у Сумському регіоні, їх історії, особливості функціонування та персональних даних про особистості.
- Програма «Кафедра» на AcademTV. Діє з 2008 р. Ініціатор та ведучий — д.е.н, професор Козьменко С. М.
- Мистецький практикум «Український авангард: Історія. Імена. Події». Діє з 2013 р. Це — культурологічний проєкт, спрямований на ознайомлення студентської молоді з українським мистецьким авангардом 1910-20-х рр. та з художньою практикою візуального українського мистецтва.
- «Міжнародні мистецькі пленери». Діє з 2011 року. Це — цикл щорічних Міжнародних мистецьких пленерів, до складу учасників яких входять художники з України та Польщі. Виїзні заходи проводяться як у мальовничих місцях м. Суми та Сумської області так і у польському м. Глівіце.
- Мистецький проєкт «Будетлянин Давид Бурлюк». Діє з 2007 року. Це — цикл культурологічних заходів присвячених 125-річчю Д.Бурлюка, — «батьку українського та російського футуризму». Проєкт включає спільні мистецькі пленери українських та польських художників, вивчення художньої спадщини Д.Бурлюка за участі дослідників з Японії, проведення студентських конкурсів на знання життя та творчості Д.Бурлюка, проведення виставок робіт художників-учасників проєкту.

## Випускники
Серед найвідоміших випускників:
- Афанасьєва Ольга Борисівна
- Кравець Віктор Михайлович
- Пишний Андрій Григорович
- Удовиченко Микола Миколайович
- Зянкович Юрій Леонідович[be]

## Виноски
1. ↑  GRID Release 2017-05-22 — 2017-05-22 — 2017. — doi:10.6084/M9.FIGSHARE.5032286
2. ↑  Ректорат [Архівовано 2011-10-07 у Wayback Machine.] на Офіційний сайт Академії [Архівовано 2012-01-27 у Wayback Machine.]
3. ↑  Студенти [Архівовано 2011-10-07 у Wayback Machine.] на Офіційний сайт Академії [Архівовано 2012-01-27 у Wayback Machine.]
4. ↑  Історія створення та розвитку [Архівовано 7 жовтня 2011 у Wayback Machine.] на Офіційний сайт Академії [Архівовано 13 квітня 2012 у Wayback Machine.]
5. ↑  Архівована копія. Архів оригіналу за 19 липня 2017. Процитовано 10 березня 2015.{{cite web}}:  Обслуговування CS1: Сторінки з текстом «archived copy» як значення параметру title (посилання)